# Melithaea pulchra
Melithaea pulchra is een zachte koraalsoort uit de familie Melithaeidae. De koraalsoort komt uit het geslacht Melithaea. Melithaea pulchra werd in 1937 voor het eerst wetenschappelijk beschreven door Hickson. 